# Марколини, Камилло
Граф Камилло Марколини-Ферретти (1739—1814), саксонский министр и деятель искусств.
Курфюрст Фридрих Кристиан встретил отца Камилло в Риме, и они решили, что в 1752 г. Камилло пошлют пажом к саксонскому двору. В Саксонии он заслужил доверие и дружбу молодого курфюрста и короля Фридриха Августа I.
В 1767 г. Камилло стал камергером, в 1772 г. — членом тайного совета в 1809 году — королевским кабинет-министром. Марколини также был генеральным директором искусств в 1780 г., позже — директором академии художеств, а также Мейсенской фарфоровой мануфактуры. Изделия «марколиниевского периода» (1774—1813) отличаются жесткостью форм и схематизмом росписи. Они имеют особую марку: к традиционным двум голубым скрещенным мечам добавилась звездочка.
После Сражения при Лейпциге в 1813 г. последовал с королём в изгнание. 4 мая 1778 г. женился на баронессе Анне О’Келли.